# Nutriset
Nutriset est une entreprise française basée en Normandie ayant pour activité la recherche, le développement, la production et la distribution d'aliments nutritionnels spécifiques destinés à traiter et prévenir les différentes formes de malnutrition dans le monde. Depuis sa création en mai 1986, la société agit dans le monde de l'humanitaire, des nutritionnistes et des technologies de l'agro-alimentaire. L'entreprise est à l'origine d'innovations comme la poudre de lait F100 et la pâte nutritive Plumpy'Nut, premier aliment thérapeutique prêt à l’emploi.

## Histoire

### De 1986 à 1996
En 1986, Michel Lescanne fonde Nutriset pour répondre à la demande des humanitaires cherchant à nourrir les enfants dans les pays du Sud. En mettant en œuvre de nouveaux axes de recherche nutritionnelle, Nutriset propose ses premiers produits sur le marché dès 1993 : les laits thérapeutiques F-75 et F-100, un mélange thérapeutique de vitamines et de minéraux (CMV thérapeutique) et des sels de réhydratation spécialisés pour la prise en charge d’enfants malnutris (ReSoMal). Ces innovations permettent d’optimiser la prise en charge de la malnutrition aiguë sévère dans les centres de santé gérés par les organismes humanitaires.

### De 1996 à 2005
Nutriset prend en compte les difficultés du terrain : l'accès à l'eau potable pour diluer la poudre et l’absence maternelle du foyer lorsqu’elle accompagne l’enfant au centre nutritionnel. Le nutritionniste André Briend et Michel Lescanne développent Plumpy’Nut en 1996, une pâte nutritive qui ne nécessite pas l'adjonction d'eau, conditionnée à l'unité, permettant un traitement ambulatoire et la prise en charge au niveau communautaire, à domicile avec suivi médical. Cette solution répond à une nouvelle approche nommée « Aliments Thérapeutiques prêts à l'emploi » (ou en anglais : Ready-to-Use Therapeutic Food, RUTF). En 2001, Nutriset se dote d’un site industriel de production de RUTF, basé à Malaunay, en Normandie.
En 2005 au Niger, Plumpy’Nut permet à Médecins sans frontières de traiter un très grand nombre d'enfants, 30 000, car Plumpy’Nut n'exige pas d'adjonction d'eau ce qui évite les contaminations et permet donc une utilisation à domicile, hors hospitalisation,. En 2007, le traitement à domicile de la malnutrition aiguë sévère avec des RUTF est reconnu dans une déclaration jointe de l'OMS, l'UNICEF, le Programme alimentaire mondial (PAM) et le Comité permanent des Nations unies de la nutrition (CPN). Cela marque l’adoption à grande échelle de Plumpy’Nut par les agences des Nations unies, principalement l’UNICEF, les gouvernements et les ONG internationales telles que MSF, ACF…

### 2005 à 2015
En 2005, Nutriset lance le réseau PlumpyField, qui réunit des entrepreneurs indépendants dans les pays du Sud qui fabriquent et diffusent localement les produits développés par Nutriset dans les pays affectés par la malnutrition. Les partenariats établis par Nutriset au Burkina, au Soudan, au Niger, en Éthiopie, à Madagascar, etc., donnent lieu à des contrats de franchise ou des prises de participation. Nutriset ouvre gratuitement son brevet à certains producteurs étrangers. Dès 2007, Nutriset propose des accords d’usage de brevet pour permettre à des entreprises ou organisations implantées dans des pays touchés par la malnutrition, où Nutriset est titulaire d’un brevet, de produire et distribuer ses produits.
En 2007, la Plumpy'nut est le plus célèbre des aliments thérapeutiques prêts à l’emploi, et Médecins sans frontières affirme avoir traité plus de 12 000 enfants dénutris avec cet aliment. Selon le fondateur de la société, le Plumpy'nut obtient un  taux de rétablissement de plus de 90 %.
En 2008, l'usine Nutriset de Malaunay produit 7 000 des 8 000 tonnes de Plumpy'nut consommées dans le monde, et la production double chaque année. La société Nutriset compte une centaine de salariés. Les seuls clients sont UNICEF et des organisations humanitaires et de santé. Selon la fille du fondateur de la société : « Nous avons, par exemple, refusé de produire des aliments pour sportifs ». 
En 2009, deux associations américaines attaquent Nutriset pour faire tomber le brevet du Plumpy'nut dans le domaine public. En réponse, en 2010, la société met à disposition son secret de fabrication pour toutes les structures (ONG, entreprise, etc.) dont le siège social se trouve dans un des 22 pays du Sud dont Nutriset a elle-même effectué une liste. Isabelle Lescane, directrice générale de Nutriset, déclare : « Il s’agit d’un accord d’usage, très facile à obtenir directement sur notre site Internet ». Les industries des pays du Nord ne peuvent toujours pas copier Plumpy'nut.
En 2014, 6 millions d’enfants souffrant de malnutrition sévère reçoivent du Plumpy’Nut. 
En 2015, le réseau PlumpyField compte près de 10 pays membres en Afrique et dans l’Océan Indien, en Amérique et dans les Caraïbes, et en Inde. Par exemple, la société nigéroise Société de Transformation Alimentaire (STA), qui produit localement le Plumpy’Nut au Niger, déclare : « On a pu aider à sauver 270 000 enfants en situation de malnutrition critique en 2015 ».
La même année, l'Office Américain des brevets (US Patent and Trademark Office - USPTO) nomme Nutriset lauréat de son prix annuel Patents for Humanity Award, qui récompense des entreprises, des inventeurs, des organismes sans but lucratif et des universités qui mettent leur propriété intellectuelle au profit d'actions humanitaires sur le plan mondial. L’entreprise élargit son offre de produit avec une gamme de suppléments nutritionnels destinés à la grande distribution, en dehors du cadre de programmes humanitaires.

## Direction Générale et Gouvernance
Michel Lescanne est Président Directeur Général de 1986 à 2007, et Président de 2005 à aujourd’hui. Isabelle Lescanne est Directrice générale de 2007 à 2012.
Adeline Lescanne-Gautier est Directrice générale de 2012 à aujourd’hui[Quand ?].
La société Nutriset reste la propriété du fondateur Michel Lescanne et de son épouse. Adeline Lescanne déclare : « Nous n'avons pas d'actionnaires qui demandent des résultats financiers. C'est un choix idéologique ».
Nutriset a changé les statuts de son entreprise pour devenir une Société à objet social étendu (SOSE). Ce statut permet de formuler la mission, les engagements et les indicateurs qui en découlent - nourrir les enfants défavorisés ici.

## Le groupe Nutriset
Le groupe Nutriset est principalement animé par les sociétés Nutriset, Tweed, Odet et Onyx Développement qui est actionnaire au capital d’entreprises basées au Sud. Elle soutient leur croissance en amont et en aval de la chaîne agroalimentaire. Elle entend ainsi mettre en place un modèle alternatif agroalimentaire.

## Polémiques
Le secteur de l'alimentation thérapeutique pour traiter la malnutrition étant faiblement concurrentiel, les humanitaires ont vu d'un mauvais œil que Nutriset brevète son produit Plumpy’Nut, craignant que la position de force de Nutriset sur le marché ne joue pas en faveur de la baisse des prix. Mais la société a donné gratuitement ses secrets de fabrication à 22 pays du Sud en 2010, après avoir été attaquée en justice par deux associations américaines en 2009. Et entre 2000 et 2010, le prix de Plumpy’Nut a baissé de 28 %, pour atteindre 2,70 euros par kilo.
Selon lejournalinternational.info, la société Nutriset, interrogée en 2017 sur la présence éventuelle de l'huile de palme dans ses produits, n'a pas répondu. Les grandes marques qui commercialisent l'huile de palme peuvent utiliser le travail des enfants et lejournalinternational.info estime que les organisations comme l'UNICEF ne peuvent pas obtenir des produits nutritionnels à bas coût si cela se fait aux dépens de la condition enfantine.